# Янівка (притока Угорки)
Янівка (пол. Janówka) — струмок, ліва притока річки Угорки (басейн Балтійського моря).
Починається  в болоті Собовіце, що розташоване між селами Рудка та Завадівка. Від джерела до Рудки річка становить західну межу ґміни Холм. Протікає містом Холм (тече під мостом на вулиці Металевій), потім впадає до Угорки.